# Naja Lyberth
Naja Lyberth (Groenlandia, 1963) es una psicóloga groenlandesa que hace campaña contra las políticas de control de la natalidad mediante la colocación de dispositivos intrauterinos en mujeres de las etnias inuit, en las regiones de América del Norte.

## Activismo
En 1976, cuando Naja Lyberth tenía 13 años, después de un examen médico de rutina en la escuela, un médico le pidió que fuera a un hospital porque necesitaba que le insertaran un DIU (dispositivo intrauterino con función anticonceptiva), una práctica gubernamental de control de la natalidad entre los inuit que afectó  aproximadamente a 4.500 mujeres y niñas en las décadas de 1960 y 1970.
Naja Lyberth fue la primera persona en hablar abiertamente sobre el tema, iniciando una campaña pública para recopilar información sobre otras mujeres que hubieran sido obligadas a implantarse un dispositivo anticonceptivo intrauterino y los lugares donde esto había sucedido; y también para compartir experiencias y brindarse apoyo mutuo. Más de 70 mujeres se sumaron inmediatamente a la campaña y algunas de ellas explicaron que tuvieron problemas para quedarse embarazadas, dolores y complicaciones por la implantación del dispositivo anticonceptivo intrauterino. Gracias a informes como el suyo, se inició una investigación sobre estas prácticas gubernamentales en Groenlandia y Dinamarca.

## Reconocimientos
En 2022, Naja Lyberth fue incluida en la lista de la BBC de las 100 mujeres más inspiradoras del mundo.